# Krzysztof Markowski
Krzysztof Markowski (ur. 24 września 1979 w Zabrzu) – polski piłkarz, grający na pozycji obrońcy w polskim klubie Warta Kamieńskie Młyny. Jest wychowankiem Górnika Zabrze. W Ekstraklasie zadebiutował w sezonie 1999/00 w zespole Ruchu Radzionków. Łącznie w najwyższej klasie rozgrywkowej reprezentował cztery kluby: Ruch Radzionków, GKS Katowice, Polonia Warszawa i Odrę Wodzisław Śląski. Rozegrał łącznie 81 spotkań i strzelił 5 goli.